# Werdum

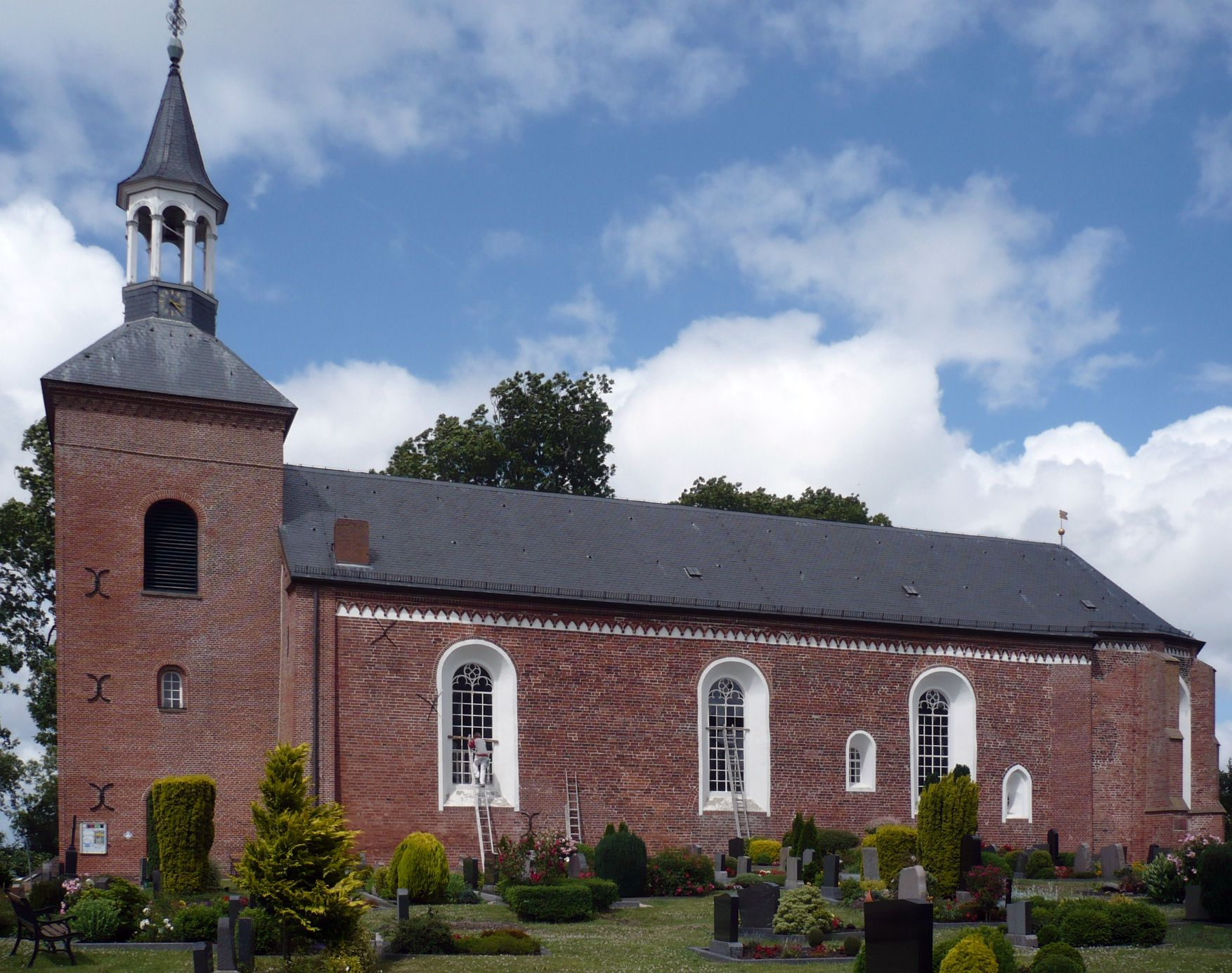
Kościół w Werdum

Werdum – miejscowość i gmina w Niemczech, w kraju związkowym Dolna Saksonia, w powiecie Wittmund, wchodzi w skład gminy zbiorowej Esens.

## Geografia
Gmina Werdum położona jest ok. 4 km na wschód od miasta Esens.